# Inside joke
Een inside joke of privé-grap is een grap waarvan de geestigheid alleen kan worden ingezien door hen die deel uitmaken van dezelfde, meestal beperkte sociale groep. Deze vorm van humor is in principe slechts vermakelijk voor mensen die bekend zijn met de achterliggende situatie. Een inside joke heeft zowel een bindend als een uitsluitend effect, doordat het bijdraagt aan de identiteitsvorming van de betreffende groep. Iemand die geen deel uitmaakt van deze groep zal niet op de juiste wijze reageren, bijvoorbeeld door niet te lachen of een belediging te ervaren, en wordt buitengesloten als anderen daarentegen wél deelnemen in het vermaak.

## Voorbeelden

### Wetenschap
Heisenberg wordt door de politie tegengehouden voor een snelheidsovertreding. De politie-agent roept:
"Weet je wel hoe snel je reed?"
Waarop Heisenberg antwoordt:
"Nee, maar ik weet wel precies waar ik ben!"
Heisenbergs antwoord verwijst naar de naar hem genoemde onzekerheidsrelatie, die aangeeft dat in de kwantummechanica plaats en impuls (snelheid) niet tegelijkertijd kunnen worden bepaald. De grap is evenwel volledig onbegrijpelijk zonder deze voorkennis.

### Informatica
"Er zijn 10 soorten mensen: De ene kan binair tellen en de andere niet."
In het binaire stelsel wordt 2 genoteerd als 10.